# Bettina Palle
Bettina Palle (født 15. december 1964) er en dansk boksepromotor og manager.
Bettina Palle overtog jobbet som promotor fra sin far, Mogens Palle, der startede jobbet sammen med sin far, Thorkild Palle. Langsomt overtog Bettina Palle også jobbet som manager for bokserne, og i dag er hun både promotor og manager for alle boksere i stalden.
Bettina Palle arrangerede sit første boksestævne den 29. oktober 1999 i KB Hallen, og har siden denne dag arrangeret samtlige boksestævner i Palle-regi.
Fredag den 13. januar 2006 blev Bettina Palle mor til en dreng, som senere blev døbt Christian (opkaldt efter den tidligere europamester Christian Christensen).
Ved kommunalvalget i november 2005 stillede Bettina Palle op i Frederiksberg Kommune for Venstre, Danmarks Liberale Parti. Hun fik 64 personlige stemmer, hvilket ikke var nok til at blive valgt.